# PhoneGaim
PhoneGaim是Gaim的延伸軟體，其特色是支援IP电话上的SIP協議。

## 外部連結
- PhoneGaim網頁